# 頰斑雙線䲁
頰斑雙線䲁（學名：Enneapterygius genamaculatus），為輻鰭魚綱䲁形目三鰭䲁科雙線䲁屬的一個種，分布於西印度洋聖布蘭登群島海域，深度2至12公尺，本魚體型小呈圓柱狀，眼眶上具有觸鬚，頸背無觸鬚，側線有13-15個有孔的鱗片和21-23個有缺刻的鱗片，頸背有鱗，腹部裸露，背鰭3個，第一背鰭高度低於第二背鰭，背鰭硬棘15-16枚、背鰭軟條9-11枚、臀鰭硬棘1枚、臀鰭軟條18-19枚，體長可達2.3公分，棲息在珊瑚礁、潟湖，雌魚產附著性卵在藻類築的巢，雄魚會守護卵，幼魚為浮游性，生活習性不明。